# Tradició oral

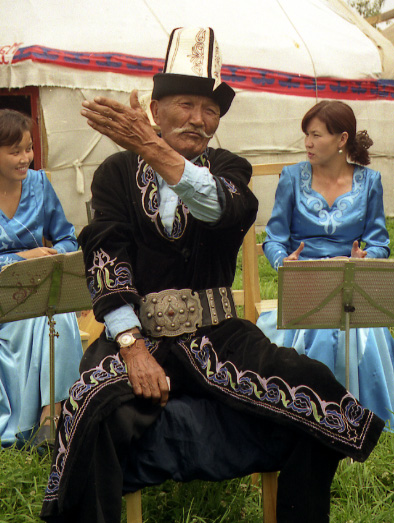
Un manaschi de l'ètnia kirguís recitant un poema èpic de Manas.

La tradició oral inclou una gran varietat de formes d'expressió parlada com refranys, endevinalles, contes, cançons, mites, llegendes, poemes èpics i dramatitzacions. Aquesta pràctica transmet coneixements, valors culturals i memòria col·lectiva, essent essencial per mantenir vives les cultures. A més, les tradicions orals varien segons el context i el narrador, combinant reproducció, improvisació i creació. Tanmateix, són fràgils, ja que depenen d'una transmissió continuada d'una generació a una altra. La protecció de les llengües és fonamental per salvaguardar aquest patrimoni immaterial, ja que la pèrdua d'una llengua implica la desaparició de les seves tradicions orals.
Malgrat que les narracions poden variar d'un narrador a un altre, moltes tradicions orals són altament estructurades i es transmeten amb rigor, fet que les dota d'una fiabilitat comparable a la d'altres sistemes de registre històric.
Les variacions en el contingut no desvirtuen la validesa de la tradició oral, sinó que posen de manifest la flexibilitat i l'adaptabilitat cultural d'aquest mecanisme. La seva legitimitat no es pot desestimar sota una perspectiva eurocèntrica que polaritza “mite” i “ciència”, ja que els conceptes de veritat, causalitat i lògica són inherents al context cultural en què es produeixen. Per tant, la tradició oral constitueix una eina valuosa no només per preservar la memòria col·lectiva, sinó també per enriquir el coneixement humà dins de la diversitat cultural global.

## Característiques

### Transmissió intergeneracional
La característica més distintiva de la tradició oral és la seva capacitat de transmetre coneixements, històries i valors entre generacions sense la necessitat d'escriure'ls. Això implica una connexió directe entre el passat, el present i el futur, on els relats orals es mantenen vius gràcies a la memòria col·lectiva de la comunitat. En aquest context, la tradició oral no només preserva el passat, sinó que el reinventa constantment a mesura que es transmet. Així, cada narració es pot adaptar a les circumstàncies socials, polítiques o religioses del moment, mantenint-se rellevant en cada nova iteració.

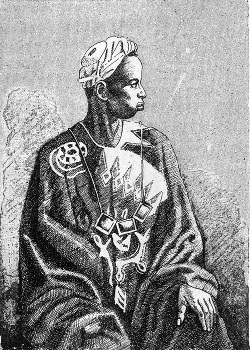
Els griots de l'Àfrica Occidental combinen música i narració oral per transmetre històries i mites, utilitzant instruments com el balàfon o la kora per reforçar la connexió emocional i la memòria històrica.

### Caràcter performatiu
La tradició oral no és simplement una pràctica de comunicació, sinó també una forma d'art performatiu. Les històries es narren no només per transmetre informació, sinó per involucrar emocionalment l'audiència. La veu, el gest, la música i altres elements performatius com el ritme o la melodia són essencials en la pràctica oral, ja que aquests aspectes ajuden a mantenir l'interès de l'audiència i reforcen la memòria del narrador. Així, la tradició oral adquireix una dimensió ritualística i social, amb narradors i narradores que poden exercir un paper important dins de les seves comunitats.

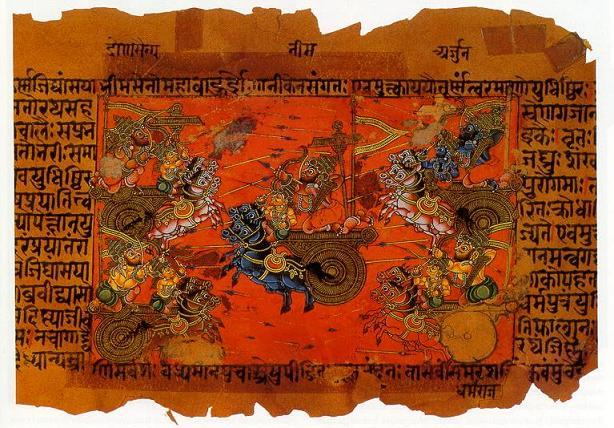
A l'Índia, la Mahābhārata és una de les epopeies més grans de la tradició oral, i els narradors utilitzen tècniques mnemotècniques com la repetició de frases clau i versos per ajudar a recordar els complexos detalls de la història.

### Dependència de tècniques mnemotècniques
Dado que la tradició oral es basa en la memòria, els narradors utilitzen tècniques mnemotècniques per recordar les històries. Aquestes tècniques inclouen l'ús de fórmules (expressions fixades), repeticions i altres estructures narratives que faciliten la retenció i la recuperació de la informació. Per exemple, els narradors poden recórrer a frases comunes o versificades per recordar el contingut d'una història, una tècnica observada en les epopeies orals com l'Odissea o el Beowulf. Aquestes estructures no només ajuden a la memòria, sinó que també tenen un paper estètic, millorant la qualitat del relat.

### Flexibilitat i adaptabilitat
Una altra característica important de la tradició oral és la seva capacitat d'adaptar-se als canvis de context. A diferència de la literatura escrita, que es fixa en un text immutable, la tradició oral permet que els relats evolucionin a mesura que es transmeten, amb variacions que reflecteixen les necessitats socials i les experiències dels individus que els expliquen. Així, la tradició oral és inherentment dinàmica, permetent que el contingut es modifiqui, s'actualitzi o es redefini segons les circumstàncies del moment, sense perdre la seva essència.

### Relació amb la identitat cultural i social
La tradició oral també és fonamental en la construcció i la preservació de la identitat cultural i social. A través de les narracions orals, es transmeten no només les històries de les comunitats, sinó també els seus valors, creences i pràctiques. A més de preservar la història, les narracions orals poden reforçar els llaços comunitaris, oferir un espai per a la discussió social i fins i tot funcionar com a mecanismes de control social. Aquesta funció de cohesió social és especialment rellevant en cultures amb una forta orientació col·lectiva, on el bé comú preval sobre els interessos individuals.

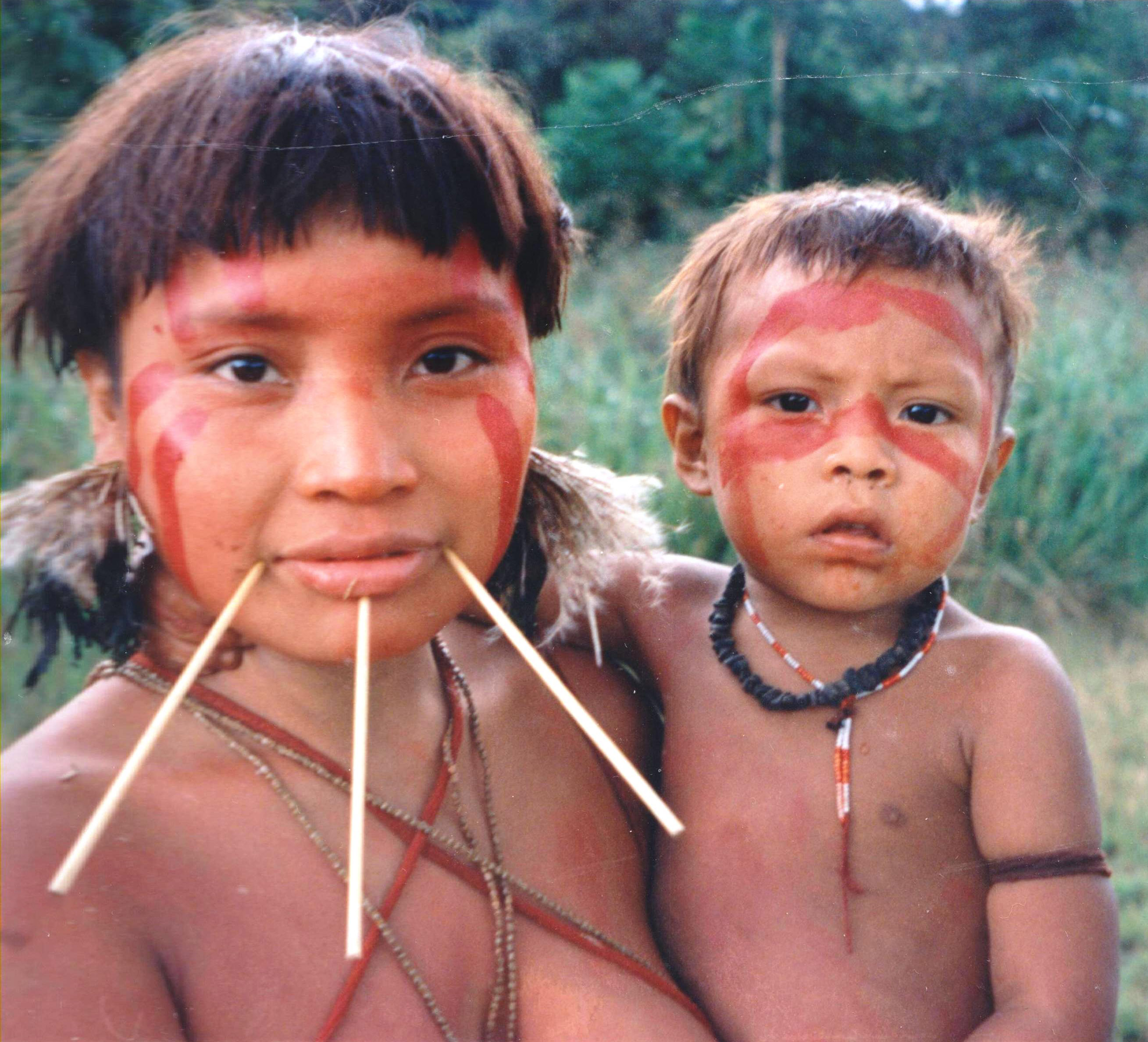
Les llengües i tradicions orals dels pobles indígenes de l'Amazonia, com els Yanomami, es troben amenaçades per la globalització i la destrucció del seu territori (imatge d'una dona Yanomami i el seu fill).

### Vulnerabilitat i preservació
Malgrat la seva capacitat per perdurar durant generacions, la tradició oral també és vulnerable a la desaparició. La desaparició de les cultures orals sovint va lligada a l'alfabetització i la modernització, que poden fer que les noves generacions perdin la connexió amb les pràctiques orals tradicionals. Això ha portat a esforços per documentar aquestes tradicions a través de l'escriptura i mitjans digitals, però, com assenyalen molts estudiosos, la transcripció de la tradició oral sovint no pot capturar l'essència performativa que li dona vida.

## Història

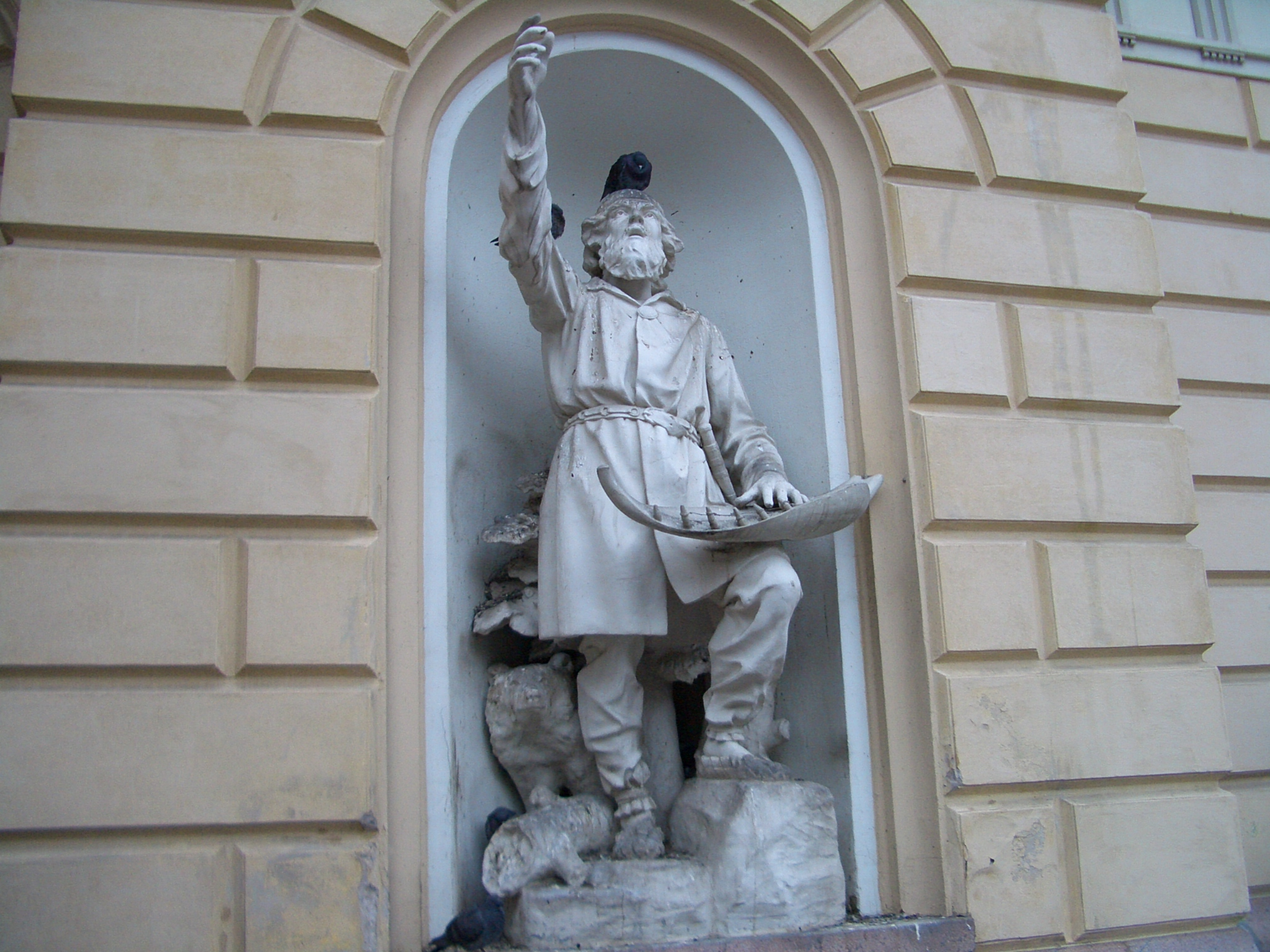
El llegendari narrador finlandès Väinämöinen amb la seva kantele.

### La primacia i evolució de la tradició oral
Durant la major part de la història humana, la tradició oral va ser el mitjà principal per organitzar les societats i preservar el coneixement cultural. Aquesta forma de transmissió precedeix l'escriptura, un desenvolupament relativament recent en termes històrics, i encara avui continua exercint un paper crucial en moltes cultures, fins i tot en el context d'una alfabetització gairebé global.
La tradició oral va permetre la transmissió d'històries, normes i valors que cohesionaven comunitats, formaven institucions i garantien la continuïtat cultural a través de generacions. A més, els avenços en la comprensió de la tradició oral no han vingut únicament de l'estudi de societats antigues, sinó també de l'observació directa de comunitats contemporànies que encara la practiquen.

### La tradició oral com a sistema viu
El treball d'antropòlegs, folkloristes i etnògrafs ha estat fonamental per entendre la tradició oral com un sistema viu i dinàmic. Aquests estudis han permès establir comparacions entre les pràctiques modernes i les antigues, mostrant com els mecanismes de memòria i composició es mantenen constants. Els treballs de Milman Parry i Albert Lord als anys 1930 van ser crucials per entendre aquests mecanismes, demostrant que els poemes orals, aparentment improvisats, seguien patrons sistemàtics que facilitaven la memòria i la transmissió.
A partir de la seva recerca amb poetes analfabets de l'antiga Iugoslàvia, que podien recitar poemes èpics de milers de versos, Parry i Lord van identificar l'ús de fórmules lingüístiques, escenes recurrents i estructures narratives repetitives. Aquestes tècniques no només garantien la fidelitat dels relats, sinó que també permetien la seva adaptació creativa.
- Això va ajudar a reinterpretar epopeies com la Ilíada i l'Odissea, revelant que eren productes d'una tradició oral acumulativa i no necessàriament d'un únic autor.

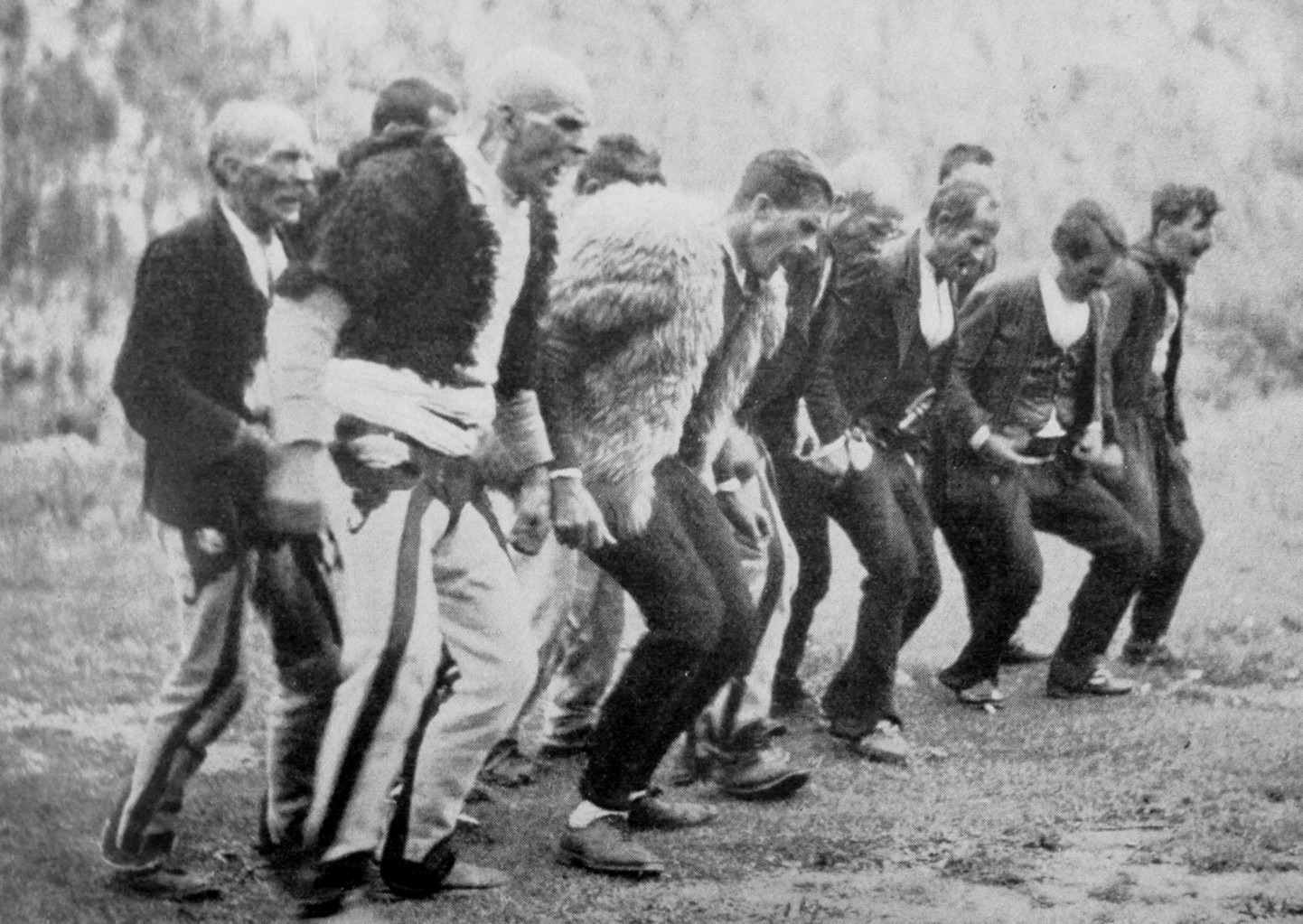
Homes de Theth (Shala) practicant el gjâmë. —la lamentació albanesa dels difunts— durant el funeral d'Ujk Vuksani, l'any 1937.

### La tradició oral al llarg de la història
A l'Antiga Grècia, l'oratòria i la tradició oral van tenir un paper central, fins i tot després de l'arribada de l'escriptura. Els primers historiadors, com Heròdot i Tucídides, van recolzar-se en fonts orals per construir els seus relats històrics, malgrat les dificultats associades a la memòria i la transmissió. Això mostra que, fins i tot quan l'escriptura va començar a dominar com a mitjà de preservació del coneixement, la tradició oral encara mantenia una primacia cultural.
A més, la memòria col·lectiva, una derivació de la tradició oral, continua essent estudiada per arqueòlegs i historiadors per comprendre com les societats antigues interactuaven amb el món i preservaven pràctiques culturals. Un exemple notable és la pervivència de paraules en llengües indígenes, com la dels Lakȟóta, que encara contenen referències a mamífers extingits fa mil·lennis, la qual cosa revela el potencial de la tradició oral per mantenir records durant llargues temporades.